# Cistella hungarica
Cistella hungarica är en svampart som först beskrevs av Rehm, och fick sitt nu gällande namn av Raitv. 1978. Cistella hungarica ingår i släktet Cistella och familjen Hyaloscyphaceae.   Inga underarter finns listade i Catalogue of Life.